# Euceraphis betulijaponicae
Euceraphis betulijaponicae är en insektsart. Euceraphis betulijaponicae ingår i släktet Euceraphis och familjen långrörsbladlöss. Inga underarter finns listade i Catalogue of Life.